# Shariff Kabunsuan

Shariff Kabunsuan na mapie Filipin

Shariff Kabunsuan – była prowincja na Filipinach, położona w południowo-zachodniej części wyspy Mindanao.
Istniała jako samodzielna prowincja od 28 października 2006 do 17 lipca 2008.
Ustanowiona przez władze Autonomicznego Regionu Muzułmańskie Mindanao (ARMM). W 2008 roku filipiński Kongres unieważnił tę decyzję, gdyż tylko on jest władny w mocy prawa do powoływania nowych prowincji na Filipinach.
Od zachodu granicę wyznaczała Zatoka Moro. Od północy graniczyła z prowincją Lanao del Sur, od południa z prowincją Maguindanao, od wschodu z prowincją Cotabato, od środkowego zachodu z samodzielnym miastem Cotabato.